# Fatva
Fatva (též fatwá, arabsky: فتوى, plurál fatavā) je v islámu nábožensko-právní stanovisko či dobrozdání, které zdůvodňuje či posvěcuje z náboženských pozic určité jednání či politiku. Fatvu je oprávněn vydávat muftí za použití základních pramenů islámského práva (Korán, sunna, analogie a konsensus).

## Definice a druhy fatvy
Fatva je vyjádření učence k nějaké významné politické či celospolečenské události nebo odpověď na konkrétní dotaz žadatele. Na žádost státní moci může fatva z náboženského hlediska ospravedlňovat některé politické činy. Věřící si vyžadují fatvy jak v ryze právních otázkách, tak i v otázkách každodenního života. Ve fatvě se dozví, jak mají v souladu s islámem řešit určité situace. Struktura fatvy se povětšinou drží modelu „dotaz – odpověď“ a je ukončena formulí „a Bůh to zná nejlépe“. Neměly by v ní chybět odkazy na Korán a tradici, které podpírají daný názor. Fatvy většinou mají písemnou podobu, ovšem setkáme se i s ústními. Od roku 1935 existuje Nejvyšší rada pro vydávání fatev, která je ustanovena na univerzitě al-Azhar v Egyptě. V souvislosti s rozvojem komunikačních technologií si získaly velikou oblibu pořady v televizi a množství webových stránek zaměřených na fatvy. Fatvy jednotlivých muftíů se nemusí shodovat či mohou být dokonce přímo v protikladu. S takovými rozpory se setkáváme především v politicky motivovaných vyjádřeních, ale i v odpovědích týkajících se běžných otázek každodenního života. Veskrze záleží na konkrétním jedinci, který právní názor bude považovat za závazný.
Všeobecným omylem je názor, že fatva znamená výzvu k fyzickému odstranění (zabití) nějaké osoby. To je jeden z krajních případů (např. roku 1989, když ájatolláh Chomejni vyhlásil fatvu nad spisovatelem Salmanem Rushdiem, nebo egyptský duchovní Jusúf al-Karadáví, který v roce 2011 vyhlásil fatvu na Muammara Kaddáfího).
V lednu 2015 vyvolala mnoho reakcí fatva salafistického učence (ulamá) Muhammada Sáliha al-Mindžedy zakazující stavbu sněhuláků. Podle fatvy není dovoleno vytvářet sochy lidí či zvířat, čehokoli s duší, a to ani za účelem hry, ledaže by objekt měl zcela nezřetelné lidské (zvířecí) rysy.
V sunitské větvi islámu je fatva vnímána spíše jako doporučení, v šíitské může být považována za závazný imperativ.